# Lavingtons Gut
Lavingtons Gut ist ein so genannter ghaut (gut), ein ephemeres Gewässer ähnlich einer Fiumara, auf St. Kitts, im karibischen Inselstaat St. Kitts und Nevis.

## Geographie
Der Fluss entspringt im Norden von St. Kitts, im hügeligen Fußbereich des Mount Liamuiga. Zusammen mit anderen Quellbächen verläuft er nach Norden und mündet bald bei Parson’s Ground in der Sandy Bay in den Atlantik, ganz in der Nähe zur Mündung der beiden benachbarten Lynches Gut und Pogsons Gut.